# Velîkosillea, Nîjnohirskîi
Velîkosillea (în ucraineană Великосілля) este un sat în comuna Cikalove din raionul Nîjnohirskîi, Republica Autonomă Crimeea, Ucraina.

## Demografie
Componența lingvistică a localității Velîkosillea
     Rusă (64,51%)
     Tătară crimeeană (18,14%)
     Ucraineană (17,03%)
     Alte limbi (0,16%)
Conform recensământului din 2001, majoritatea populației localității Velîkosillea era vorbitoare de rusă (64,51%), existând în minoritate și vorbitori de tătară crimeeană (18,14%) și ucraineană (17,03%).